# Enric Casasses
Enric Casasses i Figueres (Barcellona, 1951) è un poeta e traduttore spagnolo.
Casasses ha scritto numerosi libri di poesia in lingua catalana come La bragueta encallada (1972) e La cosa aquella (1982). Oltre all'attività di poeta, Casasses ha tradotto in catalano opere di William Blake e Max Jacob.

## Riconoscimenti
- Nel 2012 ha vinto il "Premio Nazionale della Letteratura della Catalogna"
- Nel 2020 è stato insignito del Premio d'Onore delle Lettere Catalane.